# .gl
.gl је највиши Интернет домен државних кодова (ccTLD) за Гренланд.